# Краљевина Вестфалија
Краљевина Вестфалија је историјска држава, која је постојала од 1807. до 1813. године на деловима данашње Немачке. Иако је формално била независна, у стварности је била вазална држава од Француске. Краљевством је владао Наполеонов брат Жером Бонапарта. Названа је Вестфалија, али има јако мало заједничког са тим подручјем.
Краљевство Вестфалија је основано 1807. после Тилзитског мира, када су пораженој Пруској одузете многе територије. Основана је спајањем територија отетих Пруској (међу њима бивша кнежевина Хановер) са војводством Брауншвајг-Линенберг и кнежевином Хесен. Укључивала је и град Магдебург. Главни град је био Касел. Држава је била чланица Рајнске конфедерације.
Замишљена је као Наполеонова држава, која треба да служи као модел другима. Имала је написан устав, а спроведене су бројне социјалне реформе, укључујући укидање кметства и права на слободу предузетништва. Уведен је Наполеонов законик. Уведен је метрички систем за мере и утеге. Успостављена је цензура. Значајно оптерећење за ново краљевство је био захтев да снабдева војску и даје финансијску подршку Наполеоновим ратовима. Велики део Вестфалске војске нестао је за време инвазије Русије 1812. године. Вестфалска гарда је херојски, али неуспешно нападала у бици код Бородина. У септембру 1813, козаци из Русије су опколили Касел. Победили су Французе и заузели град.
До 1. октобра 1813, Руси су заузели цело Вестфалско краљевство, али три дана после тога вратио се Жером Бонапарта и повратио је Касел. Козаци су поново опседали град. Када је Наполеон изгубио у бици код Лајпцига 19. октобра 1813, Руси су укинули Вестфалско краљевство као државу и вратили су status quo из 1806. године.

## Грб
Грб означава територије унутар Вестфалског краљевства. Прва четврт са сребреним коњем означава Вестфалију, друга четврт са лавом представља Хесен са деловима, трећа четврт су територије око Магдебурга, а четврта представља комбинацију Брауншвајга, Линебурга и Дипхолца. Около је штит и круна Вестфалије. Изнад је Наполеонова звезда.